# Hluboký Kovač
Hluboký Kovač je přírodní památka asi 1,5 km jihozápadně od obce Kovač v okrese Jičín zahrnující lesní rybník Hluboký Kovač a okolní zamokřené pozemky. Oblast spravuje Agentura ochrany přírody a krajiny ČR.

## Předmět ochrany
Předmětem ochrany je lesní rybník a okolní zamokřené pozemky pro zajištění stabilní populace kuňky ohnivé a dalších chráněných druhů obojživelníků a plazů - čolka velkého, čolka obecného, skokana zeleného, ropuchy obecné, rosničky zelené, skokana štíhlého, skokana ostronosého, skokana skřehotavého, ještěrky živorodé nebo užovky obojkové vhodnou údržbou stávajících biotopů, ve vazbě na využívání rybníka Hluboký Kovač a okolních pozemků

## Flóra
Největší část lokality zabírá samotný rybník, který je hojně pokryt vodní vegetací úzkolistých rdestů. Vyskytuje se zde rdest vláskovitý (Potamogeton trichoides), dále rdest maličký (Potamogeton pusillus) a rdest hřebenitý (Potamogeton pectinatus).
Vodní plocha je lemována břehovými porosty. V keřových porostech dominuje vrba popelavá (Salix cinerea). V části rybníka u přítoku je převažující dřevinou olše lepkavá (Alnus glutinosa).
Podrost je tvořen mokřadními rostlinami, z nichž jsou mnohé zařazeny na červený seznam, např. řeřišnice bahenní (Cardamine dentata), okřehek trojbrázdý (Lemna trisulca), svízel prodloužený (Galium elongatum), pomněnka bahenní pravá (Myosotis palustris subsp. palustris).
Přítomna je ohrožená ostřice vyvýšená (Carex elata) a ostřice česká (Carex bohemica).

## Galerie

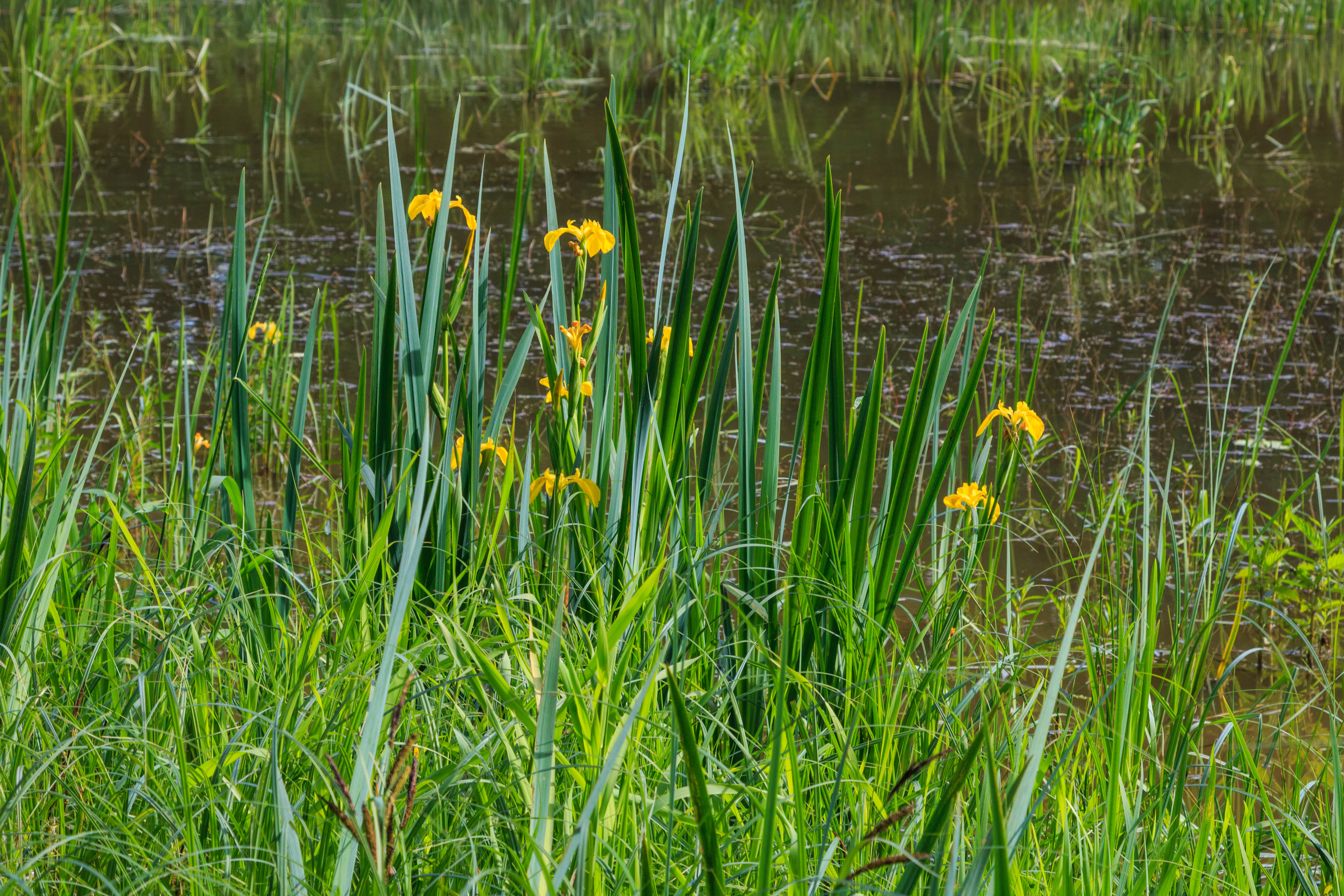
Přírodní památka Hluboký Kovač
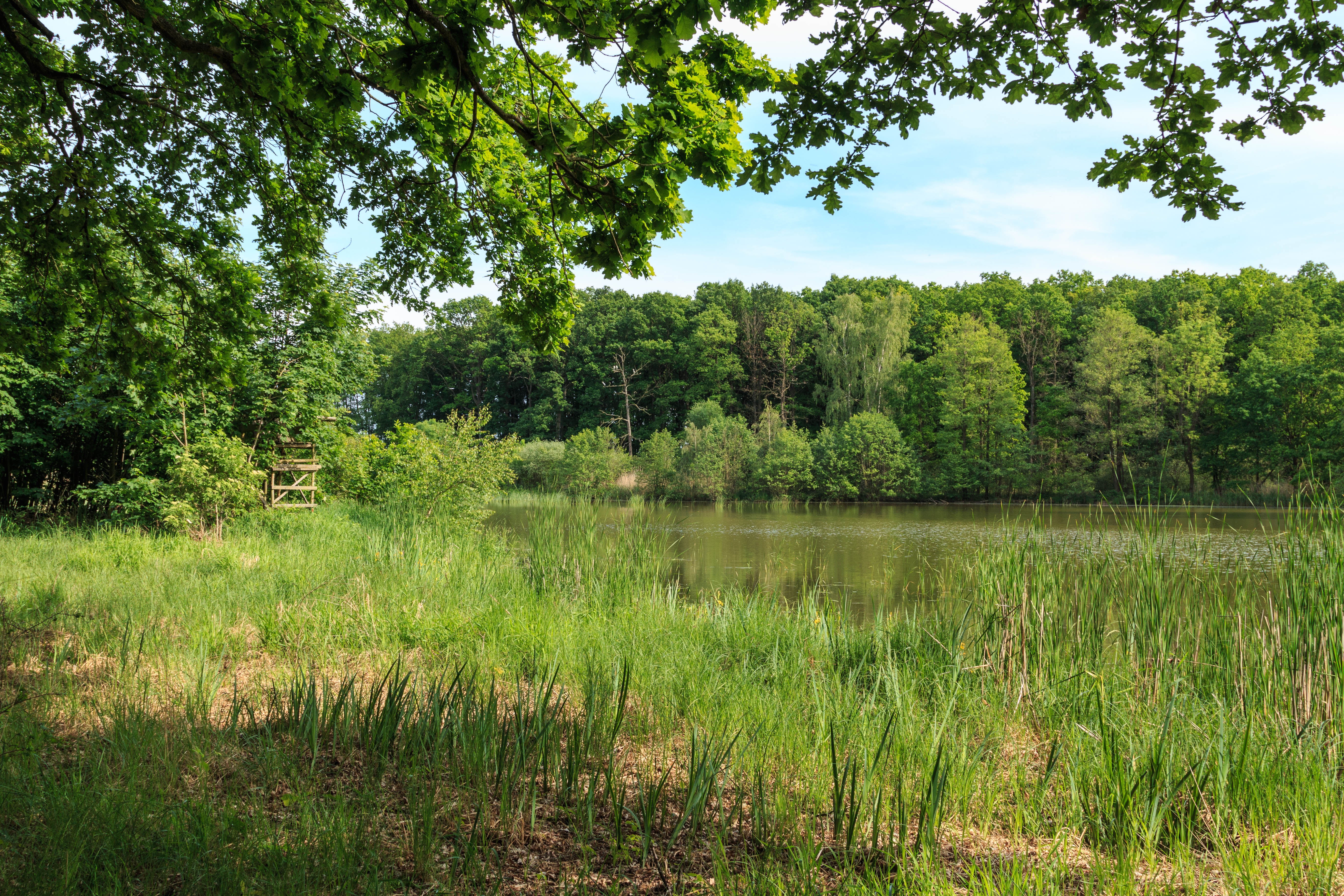
Přírodní památka Hluboký Kovač
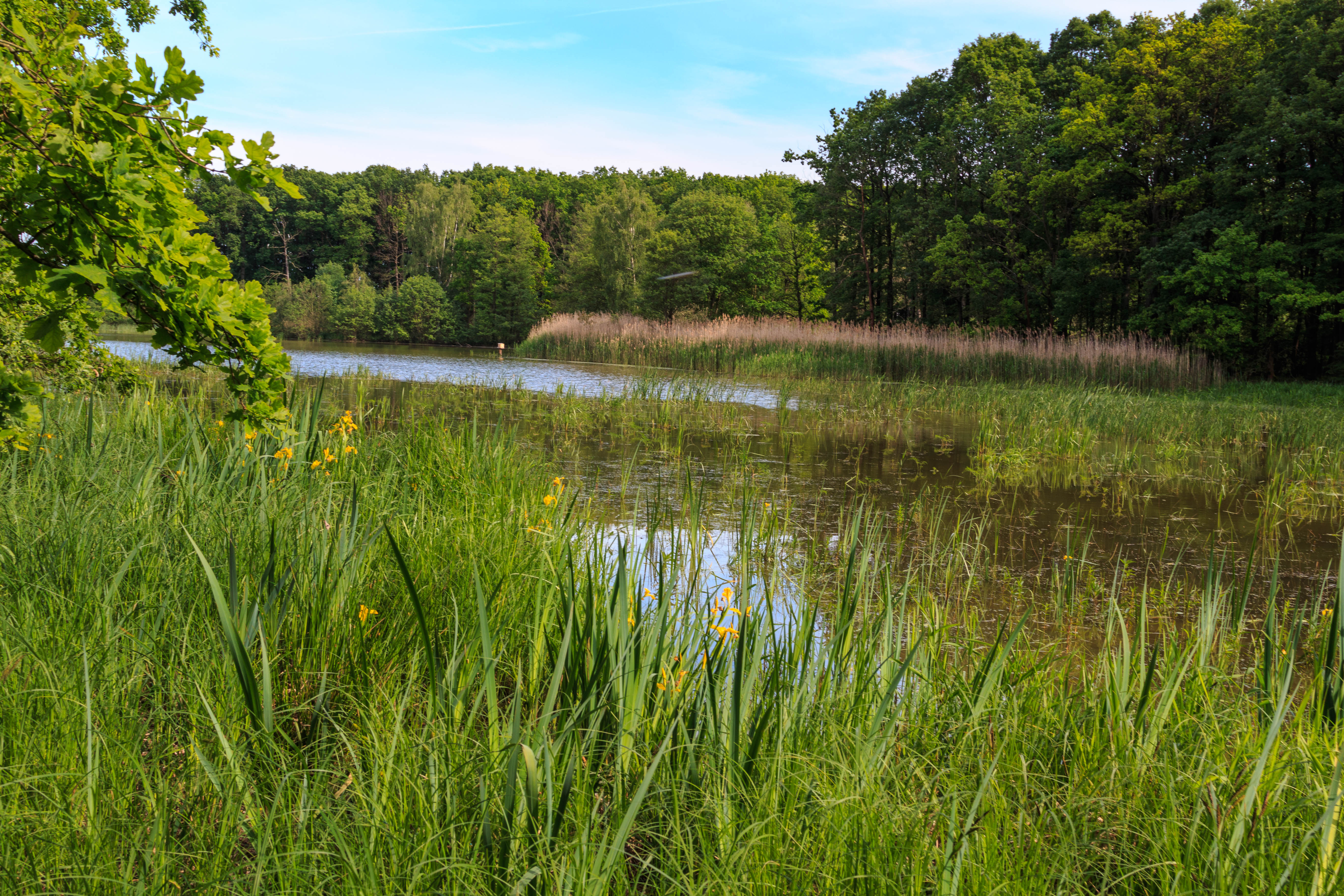
Přírodní památka Hluboký Kovač
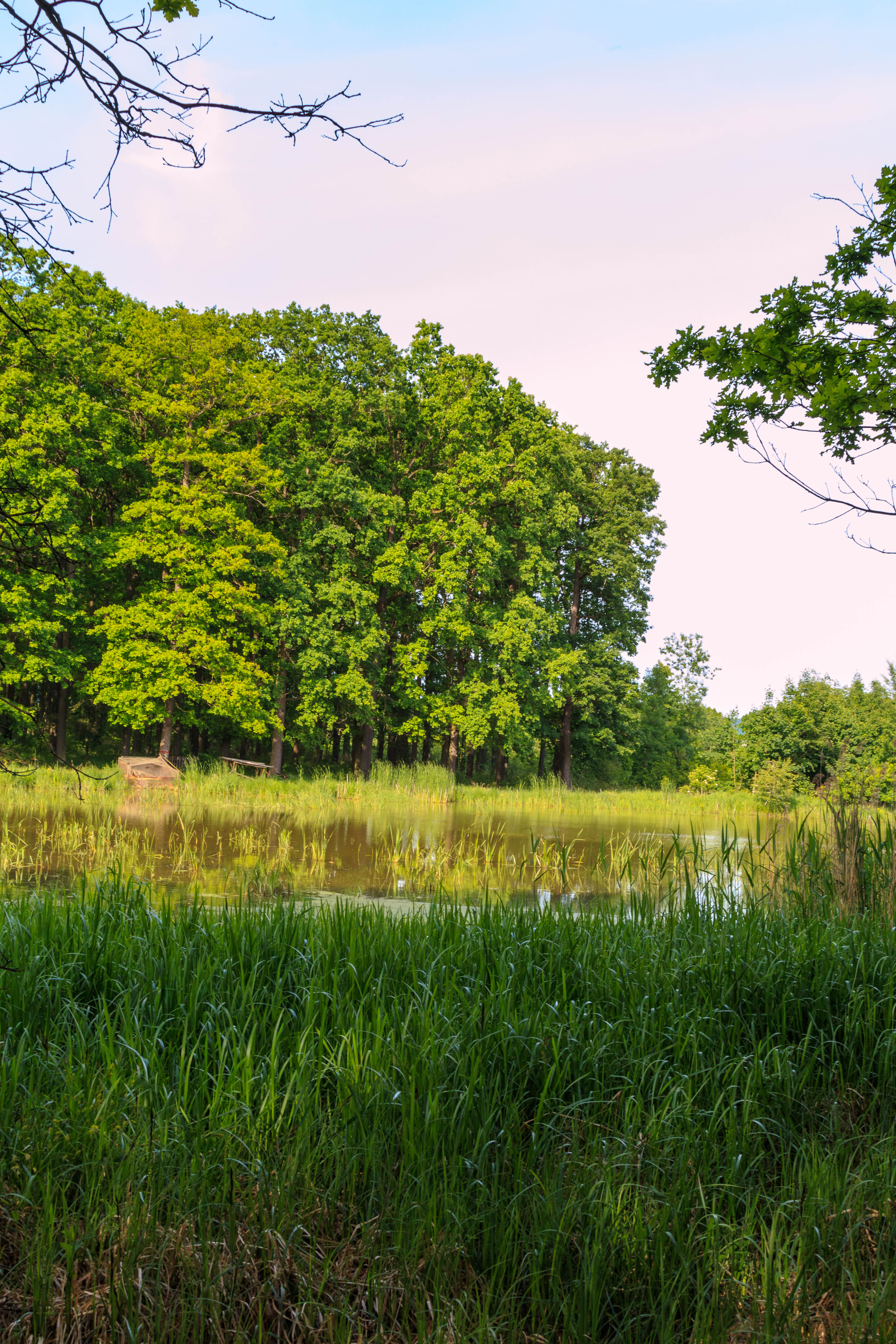
Přírodní památka Hluboký Kovač